# Antonio del Rincón (intelectual nahua)
Antonio del Rincón (1566 – 2 de marzo de 1601) fue un sacerdote jesuita y gramático novohispano que escribió una de las gramáticas más tempranas del náhuatl, Arte mexicana, publicado en 1595.

## Biografía
Natural de Texcoco y descendiente del tlatoque (nobleza gobernante de Texcoco), del Rincón fue un hablante nativo del náhuatl. Los historiadores aún debaten si era sus padres eran ambos nahuas o si era un mestizo con uno de sus progenitores indígena y otro europeo. La historiadora Kelly McDonough lo considera uno de los primeros intelectuales nahuas. Guzman Betancourt lo llamó "el primer lingüista nativo del Nuevo Mundo". Ingresó a la Compañía de Jesús a los 17 años y rápidamente se dio a conocer por su buen uso del náhuatl y su dominio de la teología.
Su gramática se estima como las de Andrés de Olmos y Alonso de Molina, consideradas como una fuente primaria influyente para comprender cómo era el lenguaje hablado después de la conquista hispana. Fue el primer letrado en escuchar y señalar la oclusiva gotal y la distinción de la longitud vocal en el náhuatl. Fue, además, una influencia importante en su compañero de orden Horacio Carochi, quién extendió en su propio trabajo conocido los avances que había señalado Rincón en su Arte. Los gramáticos del náhuatl han resaltado que del Rincón es el primero en analizar ese idioma en sus propios términos en lugar de construirlo y estudiarlo en el molde latino y las gramáticas europeas.
 